# Groupe Folha
 (décembre 2012).
Le groupe Folha est un groupe de médias brésilien, présent principalement dans le domaine de la presse écrite et de l'édition, fondé par l'entrepreneur Octávio Frias de Oliveira. Il est dirigé depuis 1992 par le fils du fondateur Luiz Frias.
Dans la dernière décennie, le groupe a pratiquement triplé sa facturation, arrivant à 2,7 milliards de Rs en 2010. Le bénéfice avant déduction d’intérêts, impôts, dépréciation et amortissements (EBITDA) a atteint 600 millions de Rs l’an dernier. 

## Médias
Le groupe publie le journal de plus grande circulation du pays, Folha de S. Paulo, qui depuis 1986 maintient le leadership entre les quotidiens nationaux d’intérêt général.